# Vatikanstatens territorium
Vatikanstatens territorium er unik på grund af landets position som en urban, lukket enklave i Rom, Italien. Det er verdens mindste suveræne land med et areal på 49 hektar. Uden for Vatikanstaten nyder tretten bygninger i Rom og Castel Gandolfo (pavens sommerresidens) eksterritoriale rettigheder. En bygning, Vatikanstatens Audienshal, er beliggende midt på grænsen, men dens italienske del har ekstraterritoriale rettigheder. Landet indeholder ingen større naturressourcer og ingen andre kendte naturlige farer end dem, der generelt påvirker Rom, såsom jordskælv.

## Klima
Bystaten har det samme klima som Rom: tempererede, milde, regnfulde vintre (september til midten af maj) med varme, tørre somre (maj til september).

## Terræn
Vatikanstaten er beliggende på en lav bakke. Bakken er blevet kaldt Vatikanhøjen (på latin Mons Vaticanus), længe før kristendommen eksisterede. En etruskisk bosættelse, muligvis kaldet Vatica eller Vaticum, kan have eksisteret i området, der generelt er kendt af de gamle romere som "Vatikanets territorium" (vaticanus ager), men, hvis det er tilfældet, er der ikke opdaget nogle arkæologiske spor.

### Yderpunkter
Dette er en liste over yderpunkterne i Vatikanstaten: de punkter, der er længere nord, syd, øst eller vest end nogen anden placering såvel som de højeste og laveste punkter.
- Nord: ved skæringspunktet af Viale Vaticano og Via Leone IV (41°54′26.74″N 12°27′19.46″Ø / 41.9074278°N 12.4554056°Ø)
- Syd: ved skæringspunktet af Via della Stazione Vaticana og Via di Porta Cavalleggeri (41°54′00.78″N 12°27′16.14″Ø / 41.9002167°N 12.4544833°Ø)
- Vest: ved skæringspunktet af Viale Vaticano og Via Aurelia (41°54′07.08″N 12°26′44.62″Ø / 41.9019667°N 12.4457278°Ø)
- Øst: østligste kant af Peterspladsen (41°54′08.16″N 12°27′30.01″Ø / 41.9022667°N 12.4583361°Ø)

Det laveste punkt i Vatikanstaten er en ikke navngivet placering på 19 meter over havets overflade. Det højeste punkt er en anden ikke navngivet placering på 76 meter over havets overflade. Den højeste bygning er Peterskirken, 138 m.

## Arealanvendelse
Områdets anvendelse er grundlæggende urbant, og ingen af arealerne er forbeholdt betydeligt landbrug eller anden udnyttelse af naturressourcer. Bystaten viser en imponerende grad af arealøkonomi, som kommer af dens ekstremt begrænsede territorium. Således optager bygninger omkring halvdelen af det samlede areal, mens resten er forbeholdt åbent, grønne arealer, inklusive Vatikanhaverne. Territoriet har mange forskellige strukturer, der hjælper med at give autonomi til den suveræne stat, herunder en jernbanelinje og togstation, heliport, postkontor, radiostation (med eksterritoriale antenner i Italien), militære kaserner, regeringspalader og kontorer, offentlig plads, en del af en audienshal, en gammel forsvarsmur, der markerer grænsen til Italien, institutioner for videregående uddannelse og kultur- og kunstcentre.

## Miljø og klima
I juli 2007 accepterede Vatikanet et tilbud, der ville gøre det til den eneste CO2-neutrale stat i året på grund af donationen til Vatikanets Klimaskov i Ungarn. Skoven skulle dimensioneres for at udligne årets kuldioxidemissioner.

### Internationale aftaler
- Party to: Ozone Layer Protection
- Underskrevet, men ikke ratificeret: Air Pollution, environmental Modification.

## Eksterne links
- Interaktivt korter over Vatikanstaten

41°54′11″N 12°27′10″Ø / 41.903°N 12.4527°Ø